# Strongylognathus christophi
Strongylognathus christophi é uma espécie de insecto da família Formicidae.
É endémica da Rússia.